# Erinnerungen eines Egotisten
Erinnerungen eines Egotisten (frz. Souvenirs d'égotisme, dt. auch Bekenntnisse eines Ich-Menschen) ist ein autobiografischer Text von Stendhal, der im Jahr 1832 verfasst, aber erst 1892 posthum veröffentlicht wurde. Stendhal verarbeitet darin seine Erlebnisse zwischen 1821 und 1832. Der Text ist Fragment geblieben.

## Form
Der Text gliedert sich in zwölf Abschnitte, die den Charakter von Tagebucheinträgen haben und von Stendhal zwischen dem 20. Juni und dem 4. Juli 1832 in Italien verfasst wurden. Eine nachträgliche Überarbeitung oder Strukturierung ist nicht zu erkennen. Nach dem letzten Abschnitt bricht er unvermittelt ab.
Anders als in seinem späteren autobiografischen Roman Leben des Henry Brulard, in dem er sich selbst mit dem Pseudonym „Henry Brulard“ fiktionalisiert, tritt Stendhal in den Erinnerungen eines Egotisten unter seinem realen Namen Marie-Henri Beyle auf. Der ganze Text ist in der Ich-Form erzählt, wobei stellenweise ein impliziter Leser angesprochen wird, der sich deutlich in der Zukunft verorten lässt; an einer Stelle wird das Jahr 1872 erwähnt. Einige von Stendhal gezeichnete Karten ergänzen die schriftlichen Aufzeichnungen.

## Inhalt

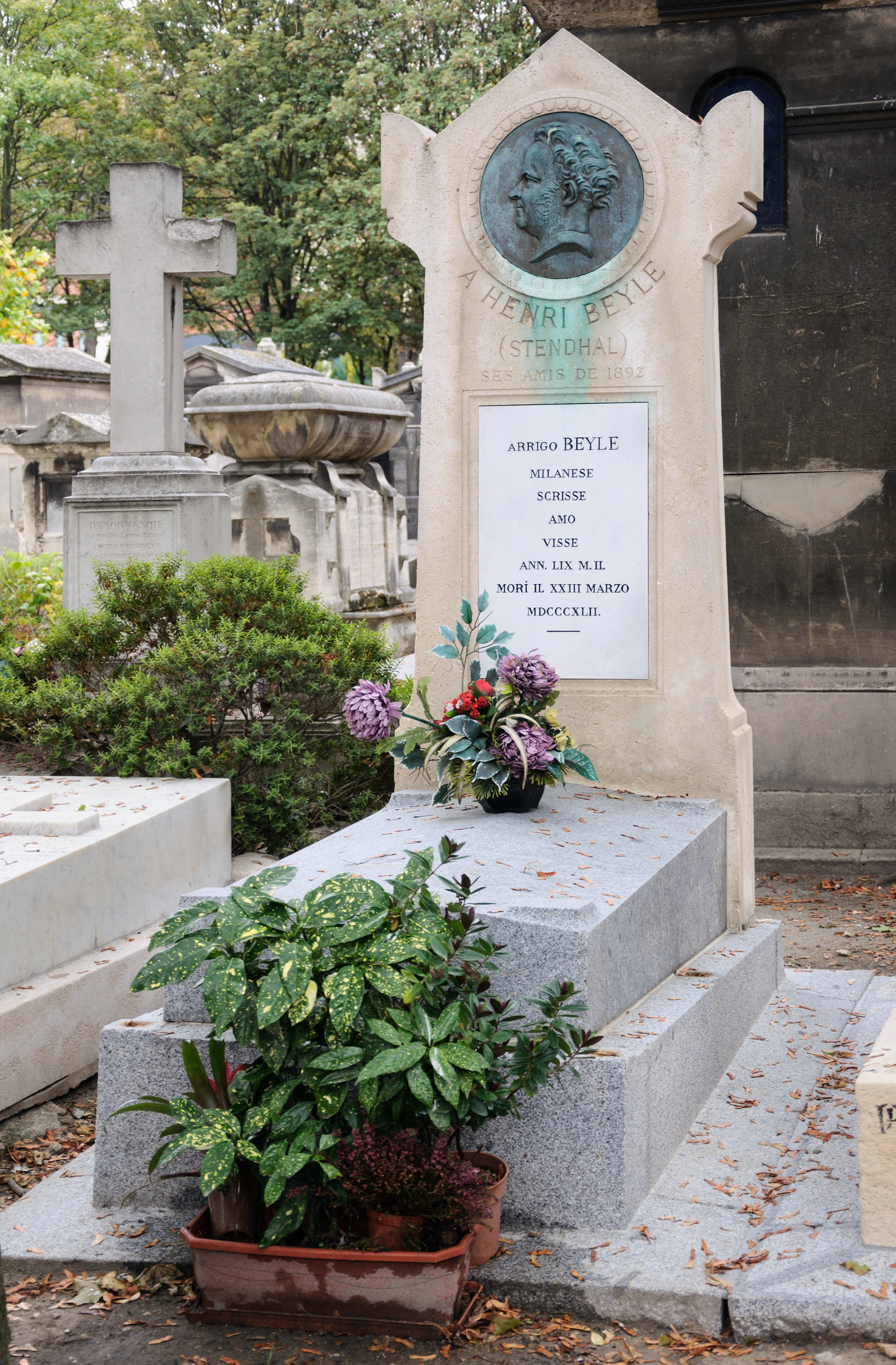
Stendhals Grabstein auf dem Montmartre-Friedhof mit dem Grabspruch "Scrisse-Amo-Visse"

Der Fokus von Erinnerungen eines Egotisten liegt auf dem Jahr 1821, in dem Stendhal nach seiner unerfüllten Liebe zu Mathilde Dembowski von Mailand nach Paris zurückkehrte. Frühere und spätere Begebenheiten werden nur in Form von Rückblenden und Vorgriffen erzählt. Seine Mailänder Jahre von 1817 bis 1821 haben dabei für ihn traumatischen Charakter und werden niemals beleuchtet, obwohl sie stets im Zentrum von Stendhals Überlegungen stehen.
Einen sehr großen Raum nehmen Beschreibungen von Personen ein, denen Stendhal in den Salons seiner Zeit begegnete. Dabei handelt es sich teils um bekannte Personen der Zeitgeschichte, wie etwa Marie-Joseph Motier, Marquis de La Fayette, teils nur um private Kontakte. Stendhals eigenes Leben tritt demgegenüber eher in den Hintergrund; nur an wenigen Stellen werden längere Passagen daraus erzählt. Eine große Ausnahme bietet ein Kapitel über seine Reise nach London, in dem er ausgiebig von Theater- und Bordellbesuchen berichtet. In diesem Kapitel verfasst Stendhal auch seine eigene Grabinschrift, aus der der Vers „visse-scrisse-amò“ (ital. „er lebte, schrieb, liebte“) später in abgewandelter Form wirklich auf seinem Grabstein auf dem Montmartre-Friedhof auftauchte.
Wiederholt werden im Text implizite Leser angesprochen, die diesen Text möglicherweise dreißig oder vierzig Jahre nach Stendhals Tod lesen könnten. An seine Zeitgenossen wendet er sich nicht. Ein wiederkehrendes Problem ist für Stendhal die Ichbezogenheit seines autobiografischen Textes, die ihn eher abstößt. (Das Wort Egotismus im Titel spiegelt dieses Problem wider, muss jedoch von Egoismus differenziert werden.)

## Rezeption
Der Text wurde zu Lebzeiten Stendhals nicht veröffentlicht. Er vermachte das Manuskript Abraham Constantin mit der Auflage, es frühestens zehn Jahre nach seinem Tod herauszugeben. Da das Interesse an Stendhal in der Zeit nach seinem Tod nicht sehr groß war und erst gegen Ende des 19. Jahrhunderts wieder zunahm, fiel die Erstveröffentlichung letztlich erst ins Jahr 1892; eine vollständige Ausgabe erschien sogar erst 1927. Im Fin de siècle genossen sowohl die Erinnerungen eines Egotisten als auch das Leben des Henry Brulard eine rege Rezeption, bei der psychoanalytische Lesarten zumeist im Vordergrund standen, was schließlich zu einem regelrechten Personenkult um Stendhal führte. Beide Texte wurden zudem als Manifestationen von Langeweile wahrgenommen.